# ناحیه جونزفیلد، میشیگان
ناحیه جونزفیلد (به انگلیسی: Jonesfield Township) یک منطقهٔ مسکونی در ایالات متحده آمریکا است که در شهرستان سگینا، میشیگان واقع شده‌است.
 ناحیه جونزفیلد ۶۵٫۳ کیلومتر مربع مساحت و ۱٬۶۶۷ نفر جمعیت دارد و ۲۰۳ متر بالاتر از سطح دریا واقع شده‌است.